# Vila Operária Clube Esporte Mariano
Vila Operária Clube Esporte Mariano is een Braziliaanse voetbalclub uit Assis, in de deelstaat São Paulo. De club staat ook bekend als kortweg VOCEM.

## Geschiedenis
De club werd opgericht in 1954 en was aanvankelijk een amateurclub. In 1978 werd het een profclub en speelde toen in de vierde klasse van het Campeonato Paulista. Na twee seizoenen promoveerde de club naar de derde klasse. Na twee seizoenen kon de club doorstoten naar de Série A2. In 1984 bereikte de club de eindronde om promotie, maar moest het daar afleggen tegen Paulista, Noroeste en União Barbarense. In 1985 en 1987 bereikte de club de tweede groepsfase, maar werd daar slechts derde. In 1989 volgde een degradatie. In 1993 volgde zelfs degradatie naar de vierde klasse en na dit seizoen trok de club zich wegens financiële problemen terug uit de competitie. In 1999 keerde de club terug naar de vijfde klasse, maar zakte na twee seizoenen naar de zesde klasse. In 2002 trok de club zich opnieuw terug uit de competitie.
Twaalf jaar later keerde de club opnieuw terug naar de competitie en ging in de Segunda Divisão spelen, de vierde klasse. Na twee seizoenen in de middenmoot bereikte de club in 2016 de eindronde om promotie, maar verloor daar van Desportivo Brasil. 

## Overzicht seizoenen Campeonato Paulista
| Competitie | Aantal | Periode              |
| ---------- | ------ | -------------------- |
| Série A1   | 0      | /                    |
| Série A2   | 8      | 1982-1989            |
| Série A3   | 4      | 1980-1981, 1992-1993 |
| Série A4   | 11     | 1994, 2014-          |
| Série B2   | 4      | 1978-1979, 1999-2000 |
| Série B3   | 1      | 2001                 |